# أحمد بن محمود البلوشي
أحمد بن محمود البلوشي (1923- 2021 م) هو كاتب ومستشار سياسي إماراتي شغل منصب السكرتير الخاص للشيخ زايد بن سلطان آل نهيان، مؤسس دولة الإمارات العربية المتحدة، خلال الفترة من 1958 إلى 1973. عُيّن لاحقًا خبيرًا ومستشارًا في شؤون القبائل. تولى مسؤولية كتابة الرسائل الرسمية التي كان الشيخ زايد يوجهها إلى الأمراء والشيوخ والرؤساء. بعد ذلك، شغل عضوية المجلس الاستشاري الوطني لإمارة أبوظبي، وشارك في تأسيس المجلس البلدي لمدينة العين وكان أحد أعضائه، بالإضافة إلى عضويته في صندوق الزواج.

## ولادته وسيرته

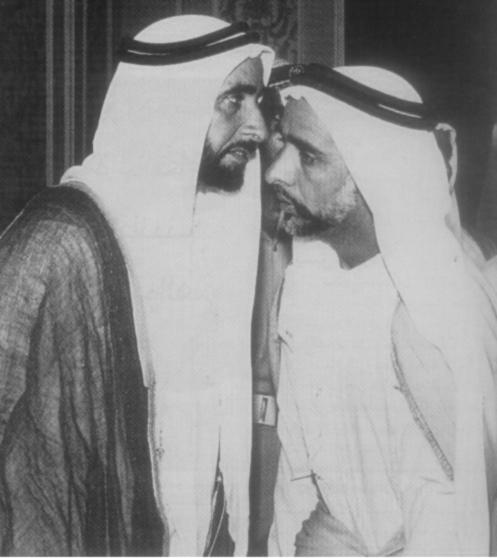

ولد أحمد في مدينة العين عام 1923م (1342هـ)، حيث قضى معظم طفولته. منذ سن السابعة، انتقل إلى مدينة البريمي للعمل، مساعدًا لأسرته في رعاية الهوش (الماشية)، وهي مهمة شائعة بين أبناء جيله في ذلك الوقت. كما شارك في الزراعة، خاصة زراعة النخيل وبعض أنواع الحمضيات مثل الليمون والبرتقال. بالإضافة إلى ذلك، كان يساعد والده الذي كان يمتلك عدداً من الإبل التي كان يستخدمها لنقل الأهالي إلى أداء مناسك حج بيت الله الحرام.
في عام 1958، بعد وفاة والده، بدأ أحمد العمل مع المغفور له الشيخ زايد بن سلطان آل نهيان، طيّب الله ثراه. وقد قال له الشيخ زايد حينها: «إن مات أبوكم فأنا أبوكم الآن». تولى أحمد دور الكاتب المعروف بـ«الكراني»، والذي يعادل وظيفة السكرتير في الوقت الحاضر. كان مسؤولاً عن كتابة الرسائل إلى إخوة الشيخ زايد، وهم الشيوخ شخبوط وهزاع وخالد في أبوظبي، وكذلك إلى شيوخ القبائل والعشائر، وإلى ولاة عمان والي البريمي، إضافة إلى الرسائل الموجهة إلى سلطان عمان في مسقط. كما كان يتولى التحضير لمواسم القنص السنوية، واستخراج الموافقات والتصاريح اللازمة لذلك.
بعد تولي المغفور له الشيخ زايد بن سلطان آل نهيان مقاليد الحكم في أبوظبي عام 1966، انتقل أحمد بن محمود المحمود إلى أبوظبي ورافقه في مختلف تنقلاته. كان المحمود يكتب رسائل الشيخ زايد ويقرأ الرسائل الواردة إليه، كما كان يطلع على العديد من القضايا السياسية والاجتماعية التي كان الشيخ زايد مشاركًا فيها. بالإضافة إلى ذلك، مثّل أحمد الشيخ زايد في العديد من المناسبات والفعاليات، مثل حضور الأفراح والعزاء، والمساهمة في حل النزاعات بين القبائل والعشائر أو الأفراد، ونقل رسائل الشيخ زايد التي تهدف إلى تحقيق الصلح بين المتخاصمين.
بعد إعلان اتحاد دولة الإمارات عام 1971، استمر أحمد بن محمود المحمود في عمله في منصبه حتى عام 1973، حيث عين المغفور له الشيخ زايد بن سلطان آل نهيان عددًا من السكرتارية الجدد، من بينهم بطي بن بشر، وسعيد بن سلطان الدرمكي، وأحمد العبيدلي، وعلي الشرفا، بالإضافة إلى العديد من الوزراء والمديرين، وكان هؤلاء جميعًا متعلمين ومواكبين للعصر الحديث الذي يتطلب كوادر حاصلة على أعلى الشهادات ومتقنة لعدة لغات.
عندما طلب المحمود من الشيخ زايد إعفاؤه من مهامه، رد عليه قائلاً: «إننا لا نستغني عن إخواننا ورجالنا المخلصين، وأنت لنا فيك حاجة في العين». فتوجه إلى مدينة العين حيث ظل يتلقى بين الحين والآخر توجيهات وأوامر الشيخ زايد وينفذها بأعلى درجات الدقة، نظراً لخبرته الطويلة ومعرفته العميقة بشؤون القبائل.
وبناء على هذه الخبرة، عينه الشيخ زايد مستشارًا وخبيرًا في شؤون القبائل، وظل يحمل لقب مستشار صاحب السمو رئيس الدولة حتى وفاة الشيخ زايد، وبعد ذلك تفرغ للعمل العام، حيث أسس مجلسه الخاص المعروف بـ«مجلس محمد بن أحمد المحمود البلوشي»، والذي استضاف خلاله العديد من المحاضرات والدروس والمناسبات المختلفة.

## نسبه وأسرته
هو أحمد بن محمود بن محمد بن ميران بن كرم بن نوفل بن شهداد بن سليمان بن كهيل بن بندر بن الشيخ عيسى الهوتي البلوشي. وقبيلة الهوتي هي قبيلة من أصل عربي ينتشر أبناؤها في جنوب غرب بلوشستان ودول الخليج. تشتهر القبيلة بتاريخ مقاومتها للبرتغاليين، حيث قاد أميرها حمل الهوتي عام 1572م حملة ضد البرتغاليين، واستشهد في سجنهم بعد منعه لهم من دخول أراضي قبيلته. وكذلك مشاركتها في الأحداث الخليجية التاريخية مثل تحرير البحرين من الاستعمار الفارسي عام 1783م ودعم المطالب السعودية خلال نزاع البريمي عام 1952م.
ويعود نسب القبيلة الى هود بن جلال بن هارون بن عباس بن محمد بن أحمد بن عمارة بن حمزة بن المختار بن عوف بن عبدالله بن يحيى بن مازن بن مخاشن بن سعد بن صامت بن مجاسر بن سليمة بن مالك بن فهم بن غنم بن دوس بن عدثان بن عبدالله بن زهران بن كعب بن الحارث بن كعب بن عبدالله بن مالك بن نصر بن الأزد بن الغوث بن نبت بن مالك بن زيد بن كهلان بن سبأ بن يشجب بن يعرب بن قحطان.
ذكر العلامة الشيخ إسماعيل بن سعد العتيق أن والد الشيخ أحمد البلوشي كان ذا مكانة مرموقة لدى الشيخ زايد بن سلطان آل نهيان والأمير عبدالمحسن بن جلوي آل سعود، حيث كان الشيخ محمود البلوشي، والد أحمد، أحد مشايخ واحة البريمي وشيخ قبيلة البلوش في تلك المنطقة. كما استقر الشيخ إسماعيل بن سعد العتيق في منزل الشيخ محمود البلوشي، الذي أكرمه بحسن الضيافة.